# Lipová-lázně
Lipová-lázně (en allemand : Bad Lindewiese) est une commune et une station thermale du district de Jeseník, dans la région d'Olomouc, en République tchèque. Sa population s'élevait à 2 047 habitants en 2025.

## Géographie
Lipová-lázně est arrosée par la rivière Staříč et se trouve à 5 km à l'ouest de Jeseník, à 72 km au nord d'Olomouc et à 194 km à l'est de Prague.
La commune est limitée par Vápenná et Česká Ves au nord, par Jeseník à l'est, par Bělá pod Pradědem au sud-est, par Ostružná au sud et à l'ouest, et par Skorošice au nord-ouest.

## Histoire
La première mention écrite du village date de la fin du XIIIe siècle.

## Administration
La commune se compose de trois sections :
- Bobrovník
- Horní Lipová
- Lipová-lázně

## Transports
Par la route, Lipová-lázně se trouve à 5,5 km de Jeseník, à 42 km de Šumperk, à 91 km d'Olomouc et à 228 km de Prague.